# Shooting Stars
Shooting Stars Sports Club este un club de fotbal din Nigeria cu sediul în Ibadan. Echipa concurează în prima ligă, primul eșalon al fotbalului nigerian.